# (7460) Julienicoles
(7460) Julienicoles es un asteroide perteneciente al cinturón de asteroides, descubierto el 9 de mayo de 1984 por James B. Gibson desde el Observatorio del Monte Palomar, Estados Unidos.

## Designación y nombre
Designado provisionalmente como 1984 JN. Fue nombrado por Julie Laine Nicoles (n. 1986), quien ha trabajado como socorrista, cuidadora de su abuela y durante varios años en el Sylvan Learning Center y la escuela primaria Jasper en Rancho Cucamonga, California. Ahora es estudiante en el cercano Chaffey College.

## Características orbitales
(7460) Julienicoles está situado a una distancia media del Sol de 2,428 ua, pudiendo alejarse hasta 2,732 ua y acercarse hasta 2,124 ua. Su excentricidad es 0,125 y la inclinación orbital 3,217 grados. Emplea 1381,73 días en completar una órbita alrededor del Sol.

## Características físicas
La magnitud absoluta de (7460) Julienicoles es 15,46. Tiene 4,362 km de diámetro y su albedo se estima en 0,070. 